# Rick Allen
Richard John Cyril „Rick“ Allen (* 1. listopadu 1963) je anglický bubeník a člen skupiny Def Leppard. 31. prosince 1984 prodělal dopravní nehodu, která mu později způsobila amputaci levé ruky. I přes tento handicap Allen ve skupině zůstal a působí jako profesionální bubeník dodnes.
Britský on-line hudební magazín Gigwise zařadil Allena roce 2008 v žebříčku 100 Greatest Drummers Of All Time na sedmé místo.
Používá čtyři elektronické pedály na levé noze, na které hrál levou paží a které zleva doprava spouštějí zvuky zavírajícího se hi-hatu, basového bubnu, snaru a tom tomu.
V roce 2009 Yamaha oznámila, že přidali Ricka do jejich seznamu umělců. Allen hraje na snare a basový buben Yamaha z řady Oak Custom s odpovídajícím subkickem a také elektrické pady Yamaha DTX. Allen také používá blány Remo a činely Zildjian (řady K Custom a A Custom). Dříve používal činely Paiste. Od roku 2002 používá podpisové hliníkové paličky od firmy Ahead.